# Wa-12
Wa-12 — тральщик Імперського флоту Японії, який взяв участь у Другій світовій війні.
Корабель, який належав до допоміжних тральщиків типу Wa-1, спорудили у 1943 році на верфі компанії Naniwa Dock.
З квітня 1943-го Wa-12 належав до військово-морського округу Йокосука, який відповідав за охорону східного узбережжя Японського архіпелагу. До кінця війни корабель діяв біля північно-східного узбережжя Хонсю, зокрема в районах Токійської затоки, Касіми та Онагави. Головними завданнями при цьому були ескортна та протичовнова служба, а також тральні роботи.
7 липня 1943-го Wa-12 провів атаку глибинними бомбами по ймовірній ворожій субмарині. Ще одну (і також безрезультатну) атаку тральщик здійснив 11 травня 1944-го після потоплення в районі островів Огасавара транспорту «Сейрю-Мару» (Seiryu Maru), після чого Wa-12 провів роботи з порятунку вцілілих.
2—8 червня 1944-го Wa-12 пройшов з ескортною метою до Іводзіми та Тітідзіми (острови Огасавара) та назад.
У січні 1945-го з корабля зняли обидва зенітні кулемети та замінили їх на два 25-мм автомати.
Корабель дочекався капітуляції Японії, а в жовтні 1947-го був переданий СРСР.